# Teragra villiersi
Teragra villiersi is een vlinder uit de familie van de Metarbelidae. De wetenschappelijke naam van de soort is voor het eerst gepubliceerd in 1977 door Pierre-Claude Rougeot.
De soort komt voor in Ethiopië.